# Lygosoma lineata
Espèce
Synonymes
- Chiamela lineata Gray, 1839
- Lygosoma lineatum (Gray, 1839)
- Riopa lineata (Gray, 1839)

Statut de conservation UICN

 LC  : Préoccupation mineure
Lygosoma lineata est une espèce de sauriens de la famille des Scincidae.

## Répartition
Cette espèce est endémique du Maharashtra en Inde.

## Étymologie
Le nom spécifique lineata vient du latin lineatus, rayé, en référence à l'aspect de ce saurien.

## Publication originale
- Gray, 1839 "1838" : Catalogue of the slender-tongued saurians, with descriptions of many new genera and species. Annals and Magazine of Natural History, sér. 1, vol. 2, p. 331-337 (texte intégral).